# ベーリング海峡

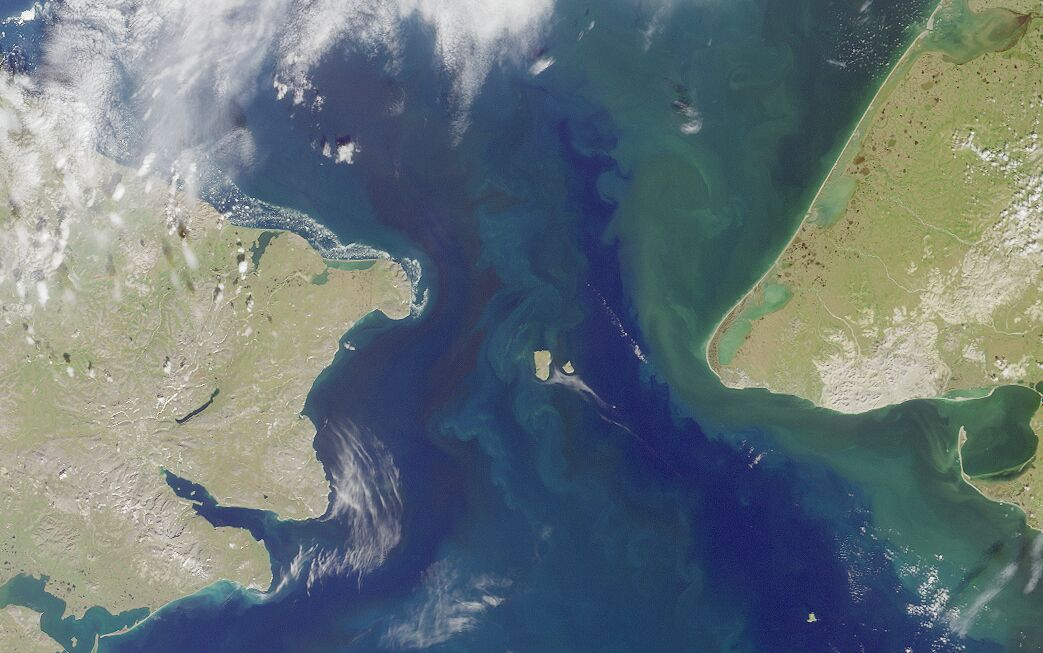
ベーリング海峡

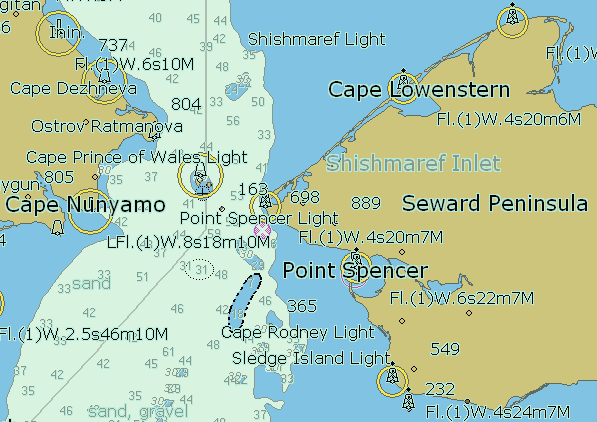
ベーリング海峡の海図

ベーリング海峡（ベーリングかいきょう、英語: Bering Strait、ロシア語: Бе́рингов проли́в）は、アラスカのスワード半島と、東シベリアのチュクチ半島との間にある海峡。ユーラシア大陸とアメリカ大陸を分かつ海峡でもある。

## 概要
北はチュクチ海、南はベーリング海に面し、長さは96kmに及ぶ。最狭部はデジニョフ岬とプリンスオブウェールズ岬の間で、86km。深さは30–50m。海峡の中にはダイオミード諸島がある。7月から10月の夏季以外は結氷状態になる。西経169度付近に位置するが、中央に日付変更線が南北に通っている。1648年、ロシア人探検家のセミヨン・デジニョフが本海峡に到達したがアメリカ大陸を隔てる海峡とは認識しなかったため、1728年に海峡を通過し二つの大陸を隔てる海峡であることを発見したロシア人ヴィトゥス・ベーリングの名が付けられている。
米露国境が対峙する国境でもあることから「米露海峡」の異名をも持つ。東西冷戦時代は敵対する2つの超大国が接する世界で最も緊迫した海域の一つだった。

## 歴史
約1.5–1.8万年前にモンゴロイドがこの海峡を渡り、無人のアメリカ大陸に初めて人類が定住することとなった。当時についてはベーリング地峡の項も参照。
約3万–1万3000年前のウルム氷期の最寒期とされる頃、ベーリング海峡地域は陸地化しており、いわゆるベーリンジアとなっていた。ユーラシア大陸のモンゴロイドは、このベーリング地峡を渡ってアメリカ大陸に進出したのである。
北アメリカ大陸に渡ったモンゴロイドは、南方にも進出し、遅くとも1万年前には南アメリカ大陸最南端のマゼラン海峡地域まで達していたとされている。
冷戦時代は鉄のカーテンと竹のカーテンに因んで「氷のカーテン」と呼ばれていたが、1987年8月7日にリン・コックスが米国領からソ連領への遠泳を行って、当時のアメリカ合衆国大統領ロナルド・レーガンとソ連共産党書記長ミハイル・ゴルバチョフから賞賛され、雪どけの象徴ともなった。

## トンネル建設構想
ベーリング海峡に隔たれたロシアのチュクチ半島とアラスカを、海底トンネルで結ぶ構想がある。海底部分の距離は約100キロメートル強となり、2016年現在世界最長であるゴッタルドベーストンネルの57.1キロメートル、世界2位の長さである青函トンネルの53.8キロメートル（海底部は23.3キロメートル）、世界3位の長さの英仏海峡トンネルの50.5キロメートル（海底部の37.9キロメートルは世界最長）を大幅に上回る。
最も古い構想は1905年にさかのぼり、ロシア皇帝ニコライ2世によって承認された計画が最初であるとされる。ロシア革命後、ウラジーミル・レーニンがベーリング海峡へと鉄道を拡張すべきと説き、スターリン時代に「バム鉄道」として建設が開始された。その後、デタントが進んだブレジネフ政権で構想が出てきたが、ソビエト連邦の崩壊や金融危機などで構想以上に進まなかった。
しかし、2007年4月にロシア政府が構想を発表し、トンネル建設についての国際会議も開かれている。完成までに12年、工費はトンネル部分だけで100億–120億アメリカ・ドルに上る。また、早くも日本・大韓民国、中華人民共和国の建設会社が事業への参加を表明しているが、具体的日程は何も決まっていない。

## ダム建設構想
日本では、1941年に宮本武之輔が『大陸建設の課題』の「科学者の夢」の中で言及している。ソ連では、1957年にボリソフが提案している。
1960-1970年代の児童向けの書籍には、海峡にダムを建設し、ポンプで海流を流してシベリアやアラスカを温暖化して開発を進めるという計画が紹介されていたこともあった。空中都市008ではスプリング計画として登場している。